# Asparagus devenishii
Asparagus devenishii — вид рослин із родини холодкових (Asparagaceae).

## Біоморфологічна характеристика
Міцний кущик ± 0.6–1.0 м заввишки, утворює зарості. Кореневище типове, дерев'янисте. Стебла нечисленні, переплітаються, дерев'янисті, сильно розгалужені. Колючки вигнуті, ± 5 мм завдовжки, присутні лише на вузлах стебла. Гілки досить довгі, дають численні короткі, дрібно запушені гілочки. Кладодії ниткоподібні, ± 3 мм завдовжки в час цвітіння, подовжуються до + 8 мм. Квітки численні всередині кладоподібної пучки; листочки оцвітини вузько довгасті, ± 4 мм завдовжки, білі. Тичинки з жовтими пиляками. Ягода червона.

## Середовище проживання
Ендемік ПАР.